# نورميتال (كيبك)
نورميتال (بالإنجليزية: Normétal)‏ هي بلدية محلية في كيبيك تقع في كندا في Abitibi-Ouest Regional County Municipality. يقدر عدد سكانها بـ 856 نسمة ومساحتها 54.90 كم2 .